# Ewa Kita
Ewa Maria Kita zd. Piłat (ur. 8 lipca 1947 w Lublinie) – polska chemik, zajmująca się chemią nieorganiczną i chemią koordynacyjną.

## Życiorys
W 1965 roku ukończyła Liceum Ogólnokształcące w Toruniu. Następnie podjęła studia w zakresie chemii organicznej na Uniwersytecie Mikołaja Kopernika w Toruniu, które ukończyła w roku 1970. Cztery lata później obroniła pracę doktorską zatytułowaną Badanie nad zależnością między barwą a budową ftalein z gwajakolu. W 2003 roku uzyskała habilitację za pracę pt. Kinetyka i mechanizm wybranych reakcji związków chromu z pochodnymi pirydyny. W latach 1974-77 była pracownicą Zakładu Amin Biogennych Polskiej Akademii Nauk. Pracuje w Katedrze Chemii Nieorganicznej i Koordynacyjnej i piastuje funkcję profesora UMK.
Jej mężem jest Przemysław Kita.

## Wybrane publikacje
- Kinetics and Mechanism of Aquation of Chromium(lII) Complexes with 3-hydroxypicolinic Acid in HCIO4 Solutions, Trans. Met. Chem., 29, 762 – 768, (2004)
- Kinetics and Mechanism of Chromium(lll)-picolinato and Dipicolinato Complexes Aquation in HNO3 Solutions, Trans. Met. Chem., 29, 345 – 351, (2004)
- New Chromium(lll)-picolinamide Complexes. Kinetics and Mechanism of Picolinamide Liberation in HCIO4 Solutions, Trans. Met. Chem., 31, 1075 – 1080, (2006)
- Chromium(III)-isocinchomeronato and quinolinato complexes: kinetic studies in NaOH solutions and effect on 3T3 fibroblast proliferation, Transition Met. Chem., 33:585, (2008)
- Mixed chromium(III) complexes with pyridinedi carboxylato and oxalato ligands: kinetic studies in HClO4 solutions, Transition Met. Chem., 34:217, (2009)
- Photoredox reactions of Cr(III) mixed-ligand complexes, J. Photochem. Photobiol, A: Chem. 209:121 (2010)
- Kinetic studies on chromium-glycinato complexes in acidic and alkaline media, Transition Met. Chem., 36:35, (2011)